# Sphaerosporoceros adscendens
Sphaerosporoceros adscendens es una especie de Anthocerotopsida del género Anthoceros, de la familia Anthocerotaceae, del orden Anthocerotales.

## Taxonomía
Fue descrita científicamente por (Lehm. & Lindenb.) Hässel. Fue publicado por primera vez en Hässel de Menéndez, G. G. (1988). A proposal for a new classification of the genera within the Anthocerotophyta. Journal of the Hattori Botanical Laboratory, 64, 71–86.